# 鹿角市
鹿角市（かづのし）は、秋田県の北東端部に位置する市。青森県や岩手県と境を接する。古くは鹿角ではなく、「上津野」と表記していた。

## 地理
鹿角市は、1972年に3町1村の合併によって発足した自治体で、当時は面積が秋田県内で最大の自治体だった。しかし、平成の大合併の際は秋田県内の市で唯一合併を行わなかった結果、面積は県内の市町村で8番目になった。なお、十和田湖には近いものの、市域は十和田湖には面していない。
鹿角市の中部に当たる花輪盆地は米代川の流域であり、市内の大部分はこの米代川とその支流の集水域に当たる。花輪盆地には、花輪・十和田の市街地が形成され、稲作やリンゴ栽培が盛んな地区も、この付近である。これに対して、花輪盆地から外れると山勝ちな地域であり、そこを流れる河川には瀑布も見られる。なお、主な山々だけでも八幡平、五ノ宮嶽、秋田焼山、三ノ岳、三方高、四角岳、中岳、八森、山毛森、十和利山など多数の山々が存在する。
これらの中で、例えば、秋田焼山と「焼山」と付く山の存在からも明らかなように、市内の所々には地熱地帯が存在している。複数の温泉が湧出しており、大沼地熱発電所も立地する八幡平温泉郷の他にも大湯温泉郷も見られ、これらとは離れた位置に湯瀬温泉もある。

## 気候
寒暖の差が大きく気温の年較差、日較差が大きい顕著な大陸性気候である。降雪量が多く、周辺の自治体と同様に特別豪雪地帯に指定されている。
冬季は-15℃を下回る気温が観測されることが珍しくなく、近年でも2018年2月2日に-19.7℃、2018年2月21日に-16.3℃、2018年2月22日に-17.1℃、2018年2月23日に-18.5℃、2021年1月2日に-16.2℃、2021年1月11日に-18.3℃、2022年1月5日に-17.5℃、2023年1月30日に-17.7℃を観測している。
| 秋田地方気象台 鹿角観測地点（1991-2020）の気候 | 秋田地方気象台 鹿角観測地点（1991-2020）の気候 | 秋田地方気象台 鹿角観測地点（1991-2020）の気候 | 秋田地方気象台 鹿角観測地点（1991-2020）の気候 | 秋田地方気象台 鹿角観測地点（1991-2020）の気候 | 秋田地方気象台 鹿角観測地点（1991-2020）の気候 | 秋田地方気象台 鹿角観測地点（1991-2020）の気候 | 秋田地方気象台 鹿角観測地点（1991-2020）の気候 | 秋田地方気象台 鹿角観測地点（1991-2020）の気候 | 秋田地方気象台 鹿角観測地点（1991-2020）の気候 | 秋田地方気象台 鹿角観測地点（1991-2020）の気候 | 秋田地方気象台 鹿角観測地点（1991-2020）の気候 | 秋田地方気象台 鹿角観測地点（1991-2020）の気候 | 秋田地方気象台 鹿角観測地点（1991-2020）の気候 |
| 月                                             | 1月                                            | 2月                                            | 3月                                            | 4月                                            | 5月                                            | 6月                                            | 7月                                            | 8月                                            | 9月                                            | 10月                                           | 11月                                           | 12月                                           | 年                                             |
| ---------------------------------------------- | ---------------------------------------------- | ---------------------------------------------- | ---------------------------------------------- | ---------------------------------------------- | ---------------------------------------------- | ---------------------------------------------- | ---------------------------------------------- | ---------------------------------------------- | ---------------------------------------------- | ---------------------------------------------- | ---------------------------------------------- | ---------------------------------------------- | ---------------------------------------------- |
| 最高気温記録 °C （°F）                         | 11.1 (52)                                      | 18.4 (65.1)                                    | 22.5 (72.5)                                    | 29.5 (85.1)                                    | 32.3 (90.1)                                    | 33.5 (92.3)                                    | 37.0 (98.6)                                    | 36.9 (98.4)                                    | 34.4 (93.9)                                    | 27.3 (81.1)                                    | 23.1 (73.6)                                    | 17.3 (63.1)                                    | 37.0 (98.6)                                    |
| 平均最高気温 °C （°F）                         | 0.6 (33.1)                                     | 1.7 (35.1)                                     | 5.8 (42.4)                                     | 13.6 (56.5)                                    | 19.9 (67.8)                                    | 23.8 (74.8)                                    | 26.8 (80.2)                                    | 28.1 (82.6)                                    | 24.0 (75.2)                                    | 17.4 (63.3)                                    | 10.1 (50.2)                                    | 3.0 (37.4)                                     | 14.6 (58.3)                                    |
| 日平均気温 °C （°F）                           | −2.9 (26.8)                                    | −2.3 (27.9)                                    | 1.0 (33.8)                                     | 7.4 (45.3)                                     | 13.8 (56.8)                                    | 18.3 (64.9)                                    | 21.9 (71.4)                                    | 22.8 (73)                                      | 18.3 (64.9)                                    | 11.4 (52.5)                                    | 5.0 (41)                                       | −0.5 (31.1)                                    | 9.5 (49.1)                                     |
| 平均最低気温 °C （°F）                         | −7.1 (19.2)                                    | −6.9 (19.6)                                    | −3.7 (25.3)                                    | 1.6 (34.9)                                     | 8.0 (46.4)                                     | 13.4 (56.1)                                    | 17.9 (64.2)                                    | 18.5 (65.3)                                    | 13.6 (56.5)                                    | 6.3 (43.3)                                     | 0.7 (33.3)                                     | −4.1 (24.6)                                    | 4.8 (40.6)                                     |
| 最低気温記録 °C （°F）                         | −22.4 (−8.3)                                   | −19.7 (−3.5)                                   | −16.8 (1.8)                                    | −9.9 (14.2)                                    | −1.8 (28.8)                                    | 3.2 (37.8)                                     | 8.1 (46.6)                                     | 8.6 (47.5)                                     | 1.4 (34.5)                                     | −2.9 (26.8)                                    | −11.4 (11.5)                                   | −16.6 (2.1)                                    | −22.4 (−8.3)                                   |
| 降水量 mm （inch）                             | 79.4 (3.126)                                   | 68.7 (2.705)                                   | 84.1 (3.311)                                   | 89.2 (3.512)                                   | 93.1 (3.665)                                   | 108.3 (4.264)                                  | 200.6 (7.898)                                  | 190.4 (7.496)                                  | 149.3 (5.878)                                  | 138.8 (5.465)                                  | 136.0 (5.354)                                  | 116.3 (4.579)                                  | 1,454.1 (57.248)                               |
| 降雪量 cm （inch）                             | 182 (71.7)                                     | 150 (59.1)                                     | 100 (39.4)                                     | 2 (0.8)                                        | 0 (0)                                          | 0 (0)                                          | 0 (0)                                          | 0 (0)                                          | 0 (0)                                          | 0 (0)                                          | 13 (5.1)                                       | 132 (52)                                       | 579 (228)                                      |
| 平均降水日数 （≥1.0 mm）                       | 17.8                                           | 15.9                                           | 14.8                                           | 13.0                                           | 12.0                                           | 10.1                                           | 12.3                                           | 11.4                                           | 12.1                                           | 13.9                                           | 16.9                                           | 19.1                                           | 169.2                                          |
| 平均月間日照時間                               | 52.2                                           | 72.0                                           | 118.5                                          | 158.4                                          | 185.3                                          | 174.0                                          | 147.0                                          | 168.2                                          | 146.7                                          | 132.9                                          | 87.6                                           | 52.8                                           | 1,495.6                                        |
| 出典：気象庁                                   |                                                |                                                |                                                |                                                |                                                |                                                |                                                |                                                |                                                |                                                |                                                |                                                |                                                |

| 秋田地方気象台 湯瀬観測地点の気候 | 秋田地方気象台 湯瀬観測地点の気候 | 秋田地方気象台 湯瀬観測地点の気候 | 秋田地方気象台 湯瀬観測地点の気候 | 秋田地方気象台 湯瀬観測地点の気候 | 秋田地方気象台 湯瀬観測地点の気候 | 秋田地方気象台 湯瀬観測地点の気候 | 秋田地方気象台 湯瀬観測地点の気候 | 秋田地方気象台 湯瀬観測地点の気候 | 秋田地方気象台 湯瀬観測地点の気候 | 秋田地方気象台 湯瀬観測地点の気候 | 秋田地方気象台 湯瀬観測地点の気候 | 秋田地方気象台 湯瀬観測地点の気候 | 秋田地方気象台 湯瀬観測地点の気候 |
| 月                                | 1月                               | 2月                               | 3月                               | 4月                               | 5月                               | 6月                               | 7月                               | 8月                               | 9月                               | 10月                              | 11月                              | 12月                              | 年                                |
| --------------------------------- | --------------------------------- | --------------------------------- | --------------------------------- | --------------------------------- | --------------------------------- | --------------------------------- | --------------------------------- | --------------------------------- | --------------------------------- | --------------------------------- | --------------------------------- | --------------------------------- | --------------------------------- |
| 最高気温記録 °C （°F）            | 11.1 (52)                         | 17.4 (63.3)                       | 20.3 (68.5)                       | 31.3 (88.3)                       | 31.6 (88.9)                       | 33.4 (92.1)                       | 36.0 (96.8)                       | 35.8 (96.4)                       | 33.8 (92.8)                       | 27.3 (81.1)                       | 22.8 (73)                         | 15.8 (60.4)                       | 36.0 (96.8)                       |
| 平均最高気温 °C （°F）            | 0.3 (32.5)                        | 1.5 (34.7)                        | 5.6 (42.1)                        | 13.4 (56.1)                       | 20.0 (68)                         | 23.6 (74.5)                       | 26.5 (79.7)                       | 27.6 (81.7)                       | 23.3 (73.9)                       | 16.8 (62.2)                       | 9.7 (49.5)                        | 2.7 (36.9)                        | 14.3 (57.7)                       |
| 日平均気温 °C （°F）              | −2.5 (27.5)                       | −2.0 (28.4)                       | 1.1 (34)                          | 7.0 (44.6)                        | 13.4 (56.1)                       | 17.6 (63.7)                       | 21.4 (70.5)                       | 22.3 (72.1)                       | 17.8 (64)                         | 11.2 (52.2)                       | 5.1 (41.2)                        | −0.3 (31.5)                       | 9.3 (48.7)                        |
| 平均最低気温 °C （°F）            | −5.6 (21.9)                       | −5.4 (22.3)                       | −2.8 (27)                         | 1.7 (35.1)                        | 7.5 (45.5)                        | 12.8 (55)                         | 17.5 (63.5)                       | 18.3 (64.9)                       | 13.7 (56.7)                       | 6.8 (44.2)                        | 1.3 (34.3)                        | −3.2 (26.2)                       | 5.2 (41.4)                        |
| 最低気温記録 °C （°F）            | −18.7 (−1.7)                      | −17.2 (1)                         | −15.7 (3.7)                       | −9.8 (14.4)                       | −1.1 (30)                         | 3.2 (37.8)                        | 7.8 (46)                          | 8.1 (46.6)                        | 1.6 (34.9)                        | −1.8 (28.8)                       | −9.5 (14.9)                       | −15.1 (4.8)                       | −18.7 (−1.7)                      |
| 降水量 mm （inch）                | 89.1 (3.508)                      | 77.5 (3.051)                      | 93.0 (3.661)                      | 87.2 (3.433)                      | 98.1 (3.862)                      | 112.6 (4.433)                     | 188.4 (7.417)                     | 175.8 (6.921)                     | 165.9 (6.531)                     | 143.1 (5.634)                     | 139.7 (5.5)                       | 125.1 (4.925)                     | 1,509 (59.409)                    |
| 平均降水日数 （≥1.0 mm）          | 18.6                              | 16.5                              | 16.2                              | 13.2                              | 12.0                              | 10.8                              | 12.8                              | 12.4                              | 13.1                              | 14.6                              | 17.1                              | 19.6                              | 177.1                             |
| 平均月間日照時間                  | 27.1                              | 45.9                              | 92.8                              | 155.3                             | 190.8                             | 157.2                             | 127.3                             | 149.3                             | 130.5                             | 116.8                             | 73.3                              | 39.8                              | 1,305.9                           |
| 出典：気象庁                      |                                   |                                   |                                   |                                   |                                   |                                   |                                   |                                   |                                   |                                   |                                   |                                   |                                   |

| 秋田地方気象台 八幡平観測地点の気候 | 秋田地方気象台 八幡平観測地点の気候 | 秋田地方気象台 八幡平観測地点の気候 | 秋田地方気象台 八幡平観測地点の気候 | 秋田地方気象台 八幡平観測地点の気候 | 秋田地方気象台 八幡平観測地点の気候 | 秋田地方気象台 八幡平観測地点の気候 | 秋田地方気象台 八幡平観測地点の気候 | 秋田地方気象台 八幡平観測地点の気候 | 秋田地方気象台 八幡平観測地点の気候 | 秋田地方気象台 八幡平観測地点の気候 | 秋田地方気象台 八幡平観測地点の気候 | 秋田地方気象台 八幡平観測地点の気候 | 秋田地方気象台 八幡平観測地点の気候 |
| 月                                  | 1月                                 | 2月                                 | 3月                                 | 4月                                 | 5月                                 | 6月                                 | 7月                                 | 8月                                 | 9月                                 | 10月                                | 11月                                | 12月                                | 年                                  |
| ----------------------------------- | ----------------------------------- | ----------------------------------- | ----------------------------------- | ----------------------------------- | ----------------------------------- | ----------------------------------- | ----------------------------------- | ----------------------------------- | ----------------------------------- | ----------------------------------- | ----------------------------------- | ----------------------------------- | ----------------------------------- |
| 最高気温記録 °C （°F）              | 8.2 (46.8)                          | 14.8 (58.6)                         | 16.4 (61.5)                         | 27.2 (81)                           | 29.7 (85.5)                         | 30.5 (86.9)                         | 32.1 (89.8)                         | 32.8 (91)                           | 30.8 (87.4)                         | 25.3 (77.5)                         | 20.2 (68.4)                         | 14.3 (57.7)                         | 32.8 (91)                           |
| 平均最高気温 °C （°F）              | −2.0 (28.4)                         | −1.1 (30)                           | 2.8 (37)                            | 9.6 (49.3)                          | 17.1 (62.8)                         | 20.9 (69.6)                         | 23.8 (74.8)                         | 25.0 (77)                           | 20.8 (69.4)                         | 14.5 (58.1)                         | 7.4 (45.3)                          | 0.7 (33.3)                          | 11.6 (52.9)                         |
| 日平均気温 °C （°F）                | −4.7 (23.5)                         | −4.2 (24.4)                         | −0.9 (30.4)                         | 4.8 (40.6)                          | 11.2 (52.2)                         | 15.5 (59.9)                         | 19.3 (66.7)                         | 20.1 (68.2)                         | 15.8 (60.4)                         | 9.5 (49.1)                          | 3.4 (38.1)                          | −2.2 (28)                           | 7.3 (45.1)                          |
| 平均最低気温 °C （°F）              | −7.8 (18)                           | −7.6 (18.3)                         | −4.8 (23.4)                         | 0.4 (32.7)                          | 5.8 (42.4)                          | 10.5 (50.9)                         | 15.4 (59.7)                         | 16.1 (61)                           | 11.6 (52.9)                         | 5.1 (41.2)                          | −0.2 (31.6)                         | −5.2 (22.6)                         | 3.3 (37.9)                          |
| 最低気温記録 °C （°F）              | −16.6 (2.1)                         | −17.0 (1.4)                         | −14.8 (5.4)                         | −9.0 (15.8)                         | −2.2 (28)                           | 0.8 (33.4)                          | 4.9 (40.8)                          | 7.1 (44.8)                          | 0.2 (32.4)                          | −2.3 (27.9)                         | −9.6 (14.7)                         | −14.2 (6.4)                         | −17.0 (1.4)                         |
| 降水量 mm （inch）                  | 169.0 (6.654)                       | 133.5 (5.256)                       | 146.1 (5.752)                       | 128.9 (5.075)                       | 123.2 (4.85)                        | 129.5 (5.098)                       | 230.4 (9.071)                       | 230.9 (9.091)                       | 200.9 (7.909)                       | 211.8 (8.339)                       | 229.4 (9.031)                       | 221.8 (8.732)                       | 2,155.4 (84.858)                    |
| 平均降水日数 （≥1.0 mm）            | 23.4                                | 20.0                                | 18.8                                | 14.2                                | 13.1                                | 11.1                                | 13.4                                | 13.1                                | 13.9                                | 16.0                                | 19.7                                | 22.9                                | 199.5                               |
| 平均月間日照時間                    | 19.6                                | 38.7                                | 88.9                                | 162.6                               | 202.1                               | 178.7                               | 138.1                               | 159.3                               | 134.4                               | 120.5                               | 68.4                                | 27.3                                | 1,338.4                             |
| 出典：気象庁                        |                                     |                                     |                                     |                                     |                                     |                                     |                                     |                                     |                                     |                                     |                                     |                                     |                                     |

鹿角
- 最高気温極値（1976/11 - ）37.0 ℃（2000年7月31日）
- 最低気温極値（1976/11 - ）-22.4 ℃（1977年1月27日）

湯瀬
- 最高気温極値（1976/11 - ）36.0 ℃（2000年7月31日）
- 最低気温極値（1976/11 - ）-18.7 ℃（1985年1月7日）

八幡平
- 最高気温極値（1978/11 - ）32.8 ℃（2007年8月14日）
- 最低気温極値（1978/11 - ）-17.0 ℃（1998年2月7日）

## 歴史
鹿角市付近は古くからヒトの住んでいた地域であり、縄文時代に作られた大湯環状列石も残る。その後、作られた古墳も残っている。戦国時代の鹿角一帯は鹿角四頭の支配下だったが、江戸時代は南部藩に属した。その後、明治政府の松代藩取締地を経て九戸県、八戸県などに編入されたものの1871年に秋田県に落ち着いた。現在でも、一部の鉄道駅名等に旧陸中国時代の名残を残す。
- 1972年（昭和47年）
  - 4月1日 - 鹿角郡の花輪町、十和田町、尾去沢町、八幡平村の4町村が合併して、鹿角市が発足。
  - 10月18日 - 市章を制定[6]。
- 1974年（昭和49年）11月3日 - 市民憲章および「鹿角市民歌」を制定。
- 1983年（昭和58年）10月20日 - 東北自動車道の安代インターチェンジから鹿角八幡平インターチェンジ間が開通した[注釈 4]。
- 1997年（平成9年）2月20日〜23日 - 第52回国民体育大会のスキー競技大会開催（あきた鹿角国体）。
- 2011年（平成23年）2月25日〜28日 - 第66回国民体育大会のスキー競技大会開催。
- 2013年（平成25年）
  - 2月16日〜2月19日 - 第68回国民体育大会のスキー競技大会開催。
  - 10月8日 - 鹿角コミュニティFMが開局。

## 行政
- 市長：笹本真司（2025年4月27日就任、1期目）

### 歴代市長
特記なき場合「歴代三役」による。
| 代 | 氏名     | 就任          | 退任          | 備考                            |
| -- | -------- | ------------- | ------------- | ------------------------------- |
|    | 児玉政吉 | 1972年4月1日  | 1972年4月13日 | 市長職務執行者                  |
| 1  | 阿部新   | 1972年4月28日 | 1976年4月27日 |                                 |
| 2  | 児玉政吉 | 1976年4月28日 | 1980年4月27日 |                                 |
| 3  | 阿部新   | 1980年4月28日 | 1988年4月27日 |                                 |
| 4  | 杉江宗祐 | 1988年4月28日 | 2000年4月27日 |                                 |
| 5  | 佐藤洋輔 | 2000年4月28日 | 2005年6月6日  |                                 |
| 6  | 児玉一   | 2005年7月3日  | 2021年7月2日  |                                 |
| 7  | 関厚     | 2021年7月3日  | 2025年3月21日 | 2度目の不信任決議可決により失職 |
| 8  | 笹本真司 | 2025年4月27日 | 現職          |                                 |

### 姉妹都市・提携都市
- ショプロン市（ハンガリー ジェール・モション・ショプロン県）

1995年に友好交流都市提携を締結し、2002年5月23日に姉妹都市提携を締結した。
- 武威市涼州区（中華人民共和国 甘粛省）

2000年11月6日に友好都市提携を締結。

## 司法
- 秋田地方裁判所大館支部 鹿角区検察庁：大館市三の丸104
- 鹿角簡易裁判所：鹿角市花輪字下中島1-1

## 地域

### 人口
| |                                        |  |
| 鹿角市と全国の年齢別人口分布（2005年） | 鹿角市の年齢・男女別人口分布（2005年） |  |
| ■紫色 ― 鹿角市 ■緑色 ― 日本全国 | ■青色 ― 男性 ■赤色 ― 女性              |  |
| 鹿角市（に相当する地域）の人口の推移 \| 1970年（昭和45年） \| 50,346人 \| \| \| 1975年（昭和50年） \| 46,822人 \| \| \| 1980年（昭和55年） \| 45,615人 \| \| \| 1985年（昭和60年） \| 44,499人 \| \| \| 1990年（平成2年） \| 42,407人 \| \| \| 1995年（平成7年） \| 41,184人 \| \| \| 2000年（平成12年） \| 39,144人 \| \| \| 2005年（平成17年） \| 36,753人 \| \| \| 2010年（平成22年） \| 34,473人 \| \| \| 2015年（平成27年） \| 32,038人 \| \| \| 2020年（令和2年） \| 29,088人 \| \| |                                        |  |
| 総務省統計局 国勢調査より |                                        |  |
| 1970年（昭和45年） | 50,346人                               |  |
| 1975年（昭和50年） | 46,822人                               |  |
| 1980年（昭和55年） | 45,615人                               |  |
| 1985年（昭和60年） | 44,499人                               |  |
| 1990年（平成2年） | 42,407人                               |  |
| 1995年（平成7年） | 41,184人                               |  |
| 2000年（平成12年） | 39,144人                               |  |
| 2005年（平成17年） | 36,753人                               |  |
| 2010年（平成22年） | 34,473人                               |  |
| 2015年（平成27年） | 32,038人                               |  |
| 2020年（令和2年） | 29,088人                               |  |

### 医療
- 秋田県厚生農業協同組合連合会かづの厚生病院

### 教育
鹿角市には市立の中学校が5校、市立の小学校が10校（うち分校1校）もあった。一方で積雪による通学の難しさを緩和するために、東北地方で唯一の冬期分校であった田代分校も存在したものの、児童数の減少などに伴い閉校した。他にも、少子高齢化の進展に伴い閉校や統廃合が続いた。
鹿角市立の3つの幼稚園（あけぼの幼稚園、はせがわ幼稚園、みやふもと幼稚園）は、秋田県内2例目の構造改革特区である幼保一体特区により2005年4月に認可保育所の大里保育園と幼稚園3園を統合して、新たに八幡平なかよしセンターが設立された。このように、従来の厚生労働省と文部科学省の縦割り行政を打破する試みが行われた。
鹿角市内には、1校の県立高等学校が立地する。ただし、鹿角市内の高校受験生は隣接県協定により青森県津軽地方の公立高および、八幡平市など岩手県の一部の公立高校も受験可能である。ただ北上市、雫石町、西和賀町の公立高校受験も可能だが、地理的に鹿角市内からの通学は難しい。
各学校については、鹿角市のホームページ を参照

#### 高等学校
- 秋田県立鹿角高等学校

#### 中学校
- 鹿角市立十和田中学校
- 鹿角市立花輪中学校
- 鹿角市立尾去沢中学校
- 鹿角市立八幡平中学校

#### 小学校
- 鹿角市立十和田小学校
- 鹿角市立大湯小学校
- 鹿角市立花輪小学校
- 鹿角市立柴平小学校
- 鹿角市立尾去沢小学校
- 鹿角市立八幡平小学校

.

#### 幼稚園・保育園
- はちまんたい幼稚園・保育園（八幡平なかよしセンター）

- 花輪幼稚園
- 鹿角カトリック幼稚園
- 花輪さくら保育園
- 尾去沢保育園
- 毛馬内保育園
- にこにこ保育園
- 大湯保育園
- 杉の下保育園
- わかば保育園
- わんぱくはうす

#### 特別支援学校
- 秋田県立比内支援学校かづの校

#### その他の施設
- 第二北部自動車学校

#### 閉校した学校
- 鹿角市立草木小学校
- 鹿角市立大湯小学校、田代分校中滝校舎 - 2009年3月に閉校。
- 鹿角市立十和田小学校、山根分校 - 2011年3月に閉校。
- 鹿角市立末広小学校 - 2019年3月31日に閉校。同年4月1日より鹿角市立十和田小学校へ統合された。
- 鹿角市立花輪北小学校・鹿角市立平元小学校 - 2021年3月31日に閉校し、同年4月1日より鹿角市立柴平小学校へ統合された。

## 経済

### 農業

#### 果樹栽培
鹿角市は、秋田県内において比較的、果物の栽培の盛んな地域であり、2013年時点でリンゴ、セイヨウナシ、サクランボ、モモ、ブルーベリー、マルメロ、プルーンの秋田県内における主産地に挙げられた。
なお、秋田県は日本におけるモモの主産地というわけではないものの、鹿角市のモモ農家は日本の他の産地よりも出荷時期を遅くして値崩れを防いでいる。具体的には、日本におけるモモの出荷時期は、概ね7月下旬から9月下旬で、東日本のモモの主産地である山梨県、長野県などですら、遅くとも例年10月上旬まででモモの出荷を終えるのに対して、鹿角市のモモ農家は、10月中は出荷を続ける。これをJAかづのは「かづの北限の桃」として売り出しているものの、ここで言う北限とは地理的な意味での北限ではなく「日本で最も出荷時期が遅い」という意味である。
実際、鹿角市より北の青森県でも「津軽の桃」というブランドで桃が栽培、出荷されている。
日本におけるリンゴの主産地と言えば青森県だが、鹿角市付近のリンゴ農家は「鹿角リンゴ」として出荷を行ってきた。

#### 果樹以外
鹿角市付近ではアキタブキを栽培して、特産品として出荷してきた。
鹿角市は、山間部ながら稲作も行ってきた。

### 畜産業
鹿角市内には熊取牧場や小国牧場のように秋田県内では比較的規模の大きな牧場が有り、肉牛は「かづの牛」などとして、ブタは「八幡平ポーク」などとして出荷してきた。

### 鉱業
かつては尾去沢鉱山が操業していたものの既に閉山し、これはマインランド尾去沢として観光地化された。ただし、鉱山跡からは重金属などに汚染された排水の流出が続いており、その処理で不正を行い、汚染水を垂れ流れしていた事実が発覚した。このように、環境汚染ももたらしてきた。

### エネルギー産業
鹿角市南端部には、大沼地熱発電所が立地する。例えば、熊沢川の熊沢水力発電所のように複数の水力発電所も立地する。

### 主要な企業
- ジョイタム
- 川島製作所 鹿角コネクタ

### 金融機関
（統一金融機関コード・支店コード順）
- 秋田銀行（指定金融機関）
  - 毛馬内支店
  - 大湯支店（毛馬内支店内へブランチインブランチで営業）
  - 花輪支店
- 北都銀行（指定代理金融機関）
  - 毛馬内支店（鹿角支店内へブランチインブランチで営業）
  - 鹿角支店
- 東北銀行鹿角支店
- 秋田県信用組合
  - 花輪支店
  - 毛馬内支店
- かづの農業協同組合
  - 花輪支所
  - 十和田支所

### 郵便
- 花輪郵便局（集配局）
- 毛馬内郵便局（集配局）
- 八幡平郵便局（集配局）
- 曙郵便局
- 長谷川郵便局
- 湯瀬郵便局
- 柴平郵便局
- 尾去沢郵便局
- 末広郵便局
- 大湯郵便局
- 長井田簡易郵便局
- 水沢簡易郵便局
- 上花輪簡易郵便局

## 交通

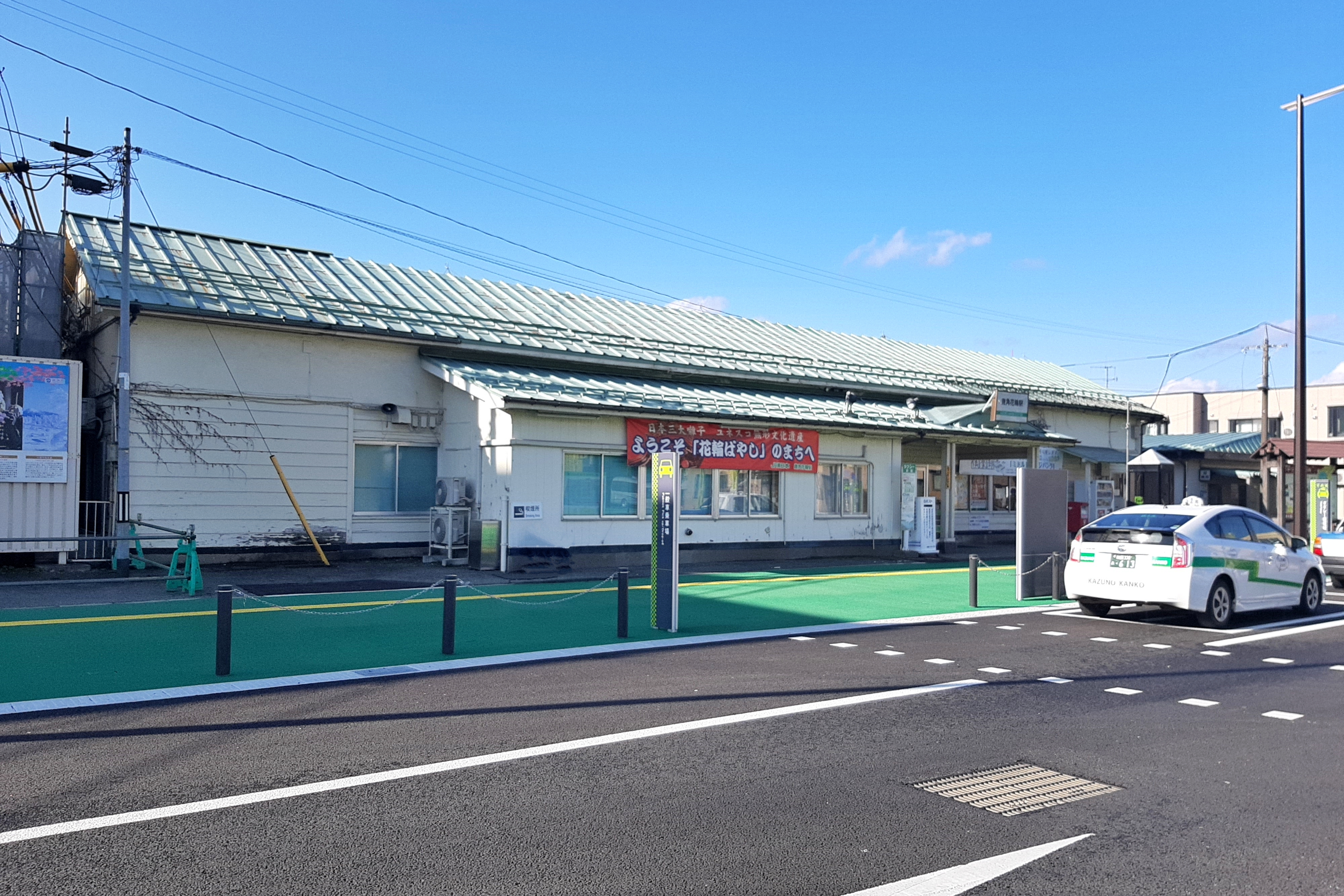
鹿角花輪駅

### 鉄道路線
市内には花輪線が通っており、中心駅として機能している駅は鹿角花輪駅である。
東日本旅客鉄道（JR東日本）
- 花輪線
  - 湯瀬温泉駅 - 八幡平駅 - 陸中大里駅 - 鹿角花輪駅 - 柴平駅 - 十和田南駅 - 末広駅 - 土深井駅

### バス

#### 路線バス
- 秋北バス - 花輪営業所
- 十和田タクシー

#### 高速バス
- 鹿角花輪駅前発着
  - みちのく号 大館・花輪 - 盛岡
  - 仙台・大館号 大館・花輪 - 仙台
  - ジュピター号 能代・大館・花輪 - 池袋
- 湯瀬PA発着
  - みちのく号 大館・花輪 - 盛岡
  - とわだこ号 十和田湖 - 盛岡
- 花輪SA発着
  - あすなろ号 青森 - 盛岡
  - とわだこ号 十和田湖 - 盛岡
- 高速けまない発着
  - みちのく号 大館・花輪 - 盛岡
  - 仙台・大館号大館・花輪仙台
  - とわだこ号 十和田湖 - 盛岡
- 大湯温泉発着
  - とわだこ号 十和田湖 - 盛岡

### 道路

#### 高速自動車国道
鹿角郡小坂町の小坂ICと併せ、鹿角地域は秋田県内で唯一東北自動車道のインターチェンジが設置されている地域である。
- E4 東北自動車道
  - 湯瀬PA（バスストップ併設）
  - (48) 鹿角八幡平IC
  - 花輪SA（バスストップ併設）
  - (49) 十和田IC（バスストップ併設・発着路線なし）

#### 一般国道
- 国道103号
- 国道104号 - ただし、鹿角市十和田大湯中滝以西は国道103号と重複している。
- 国道282号 - 沿線に道の駅かづのが有る。
- （国道285号） - 市内は全区間で国道103号と重複している。
- 国道341号
- 国道454号

#### 県道

##### 主要地方道
- 秋田県道2号大館十和田湖線 - 発荷峠付近の山間部。
- 秋田県道22号比内大葛鹿角線
- 秋田県道23号大更八幡平線 - 八幡平アスピーテラインとも呼ばれる。
- 秋田県道66号十二所花輪大湯線

##### 一般県道
- 秋田県道128号田代平大清水線
- 秋田県道191号根瀬尾去沢線
- 秋田県道195号田山花輪線
- 秋田県道313号雪沢十和田毛馬内線

## 食文化
鹿角市はきりたんぽが発祥した場所とされている。郷土料理としてけいらん、ご当地グルメとして鹿角ホルモンが知られている。
鹿角市は秋田県内だが、江戸時代までは南部盛岡藩が統治していた場所であり、南部煎餅も作られてきた。山がちな場所でもあり、クルミ餅も作られてきた。

## 名所・旧跡・観光スポット・祭事・催事

### 名所・旧跡・観光スポット
- 八幡平温泉郷（国民保養温泉地）
  - 後生掛温泉
  - 蒸ノ湯温泉
- 湯瀬温泉
- 大湯温泉
- 花の湯 - 天保7年（1836年）の銭湯認可証（風呂免許）を所持し、鹿角市内に残る最後の銭湯であったが、2014年に廃業した。
- 旧関善酒店主屋（国の登録有形文化財）
- 史跡尾去沢鉱山

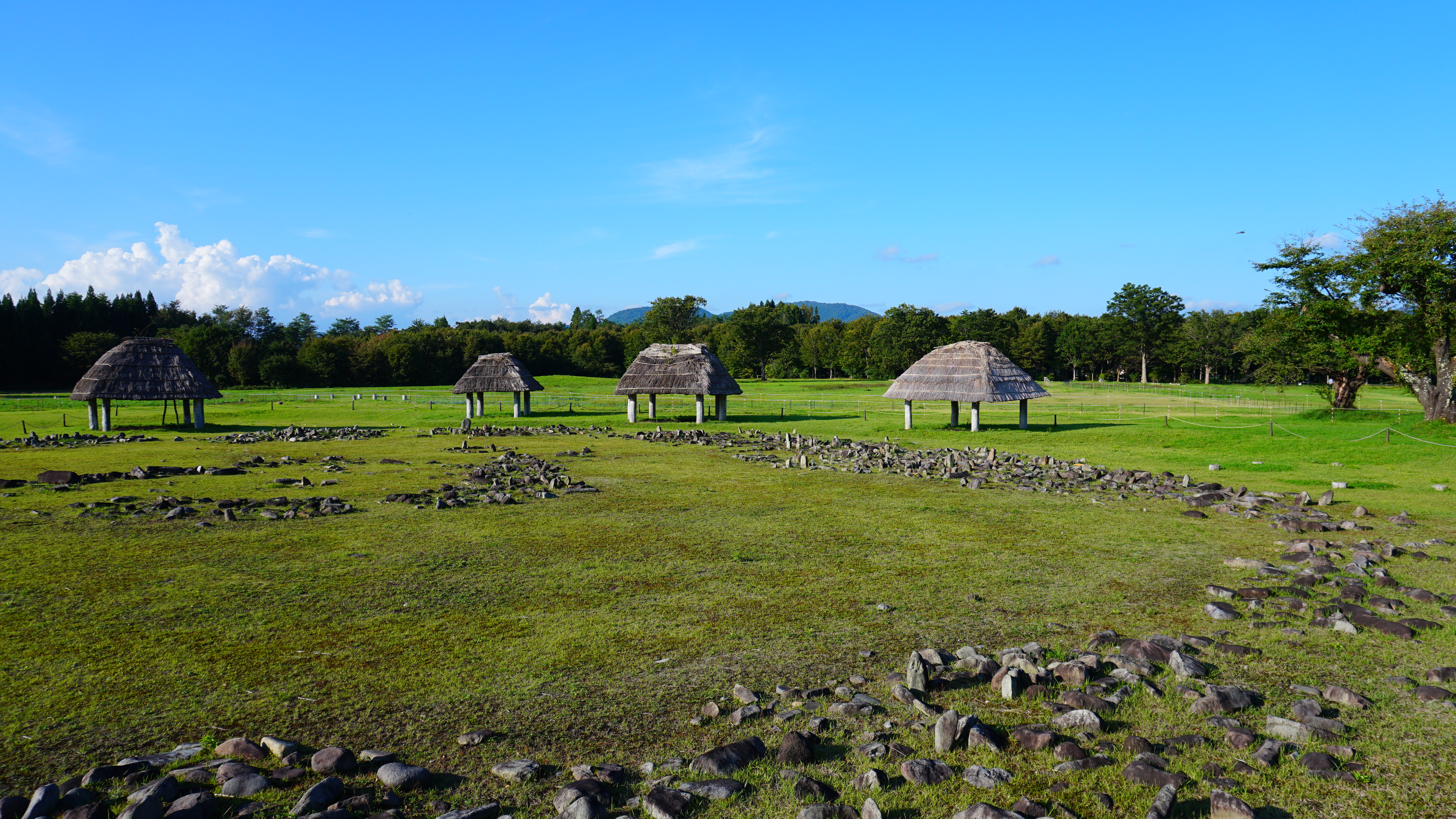
大湯環状列石（縄文遺跡、世界遺産）
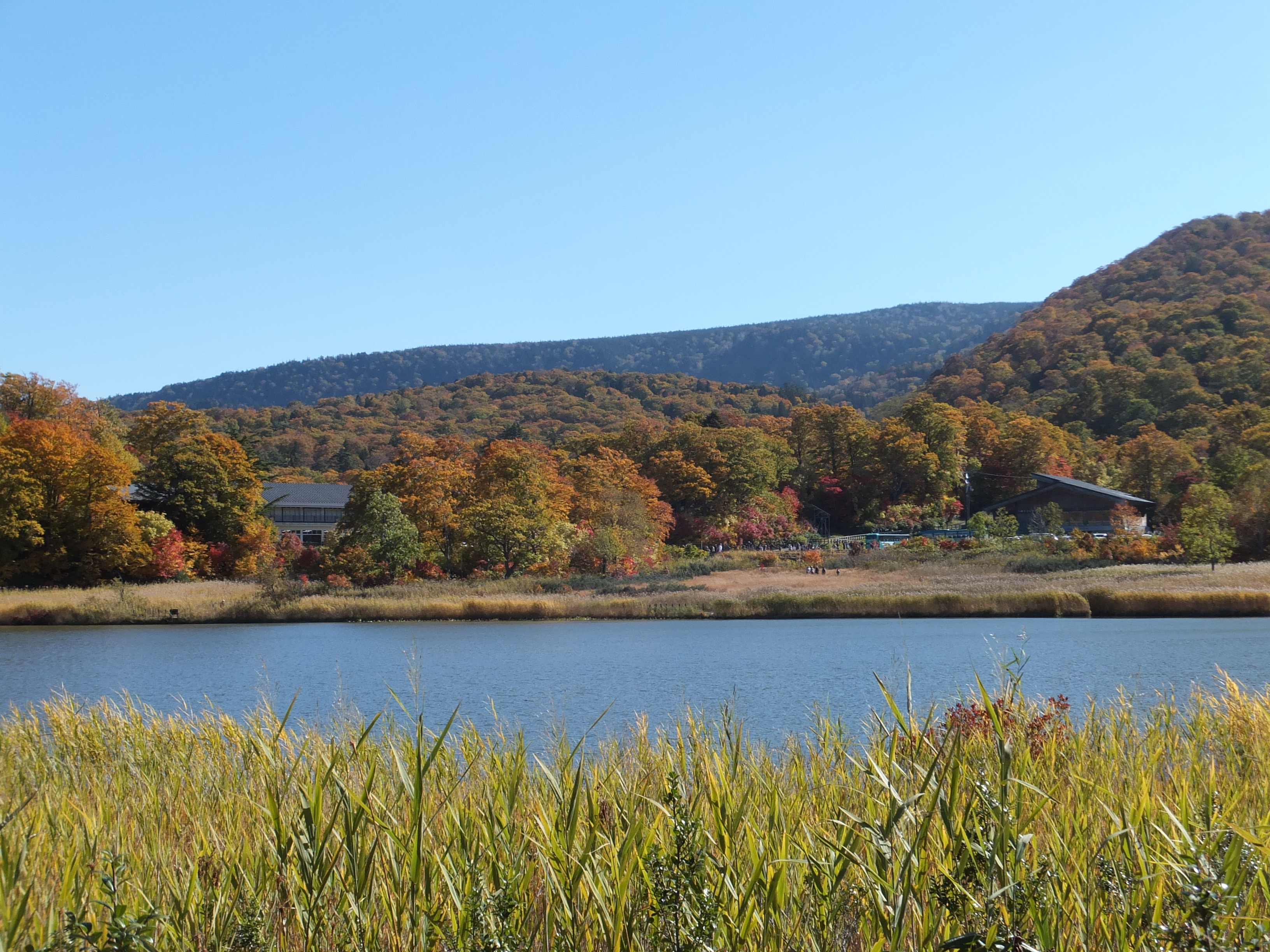
八幡平大沼
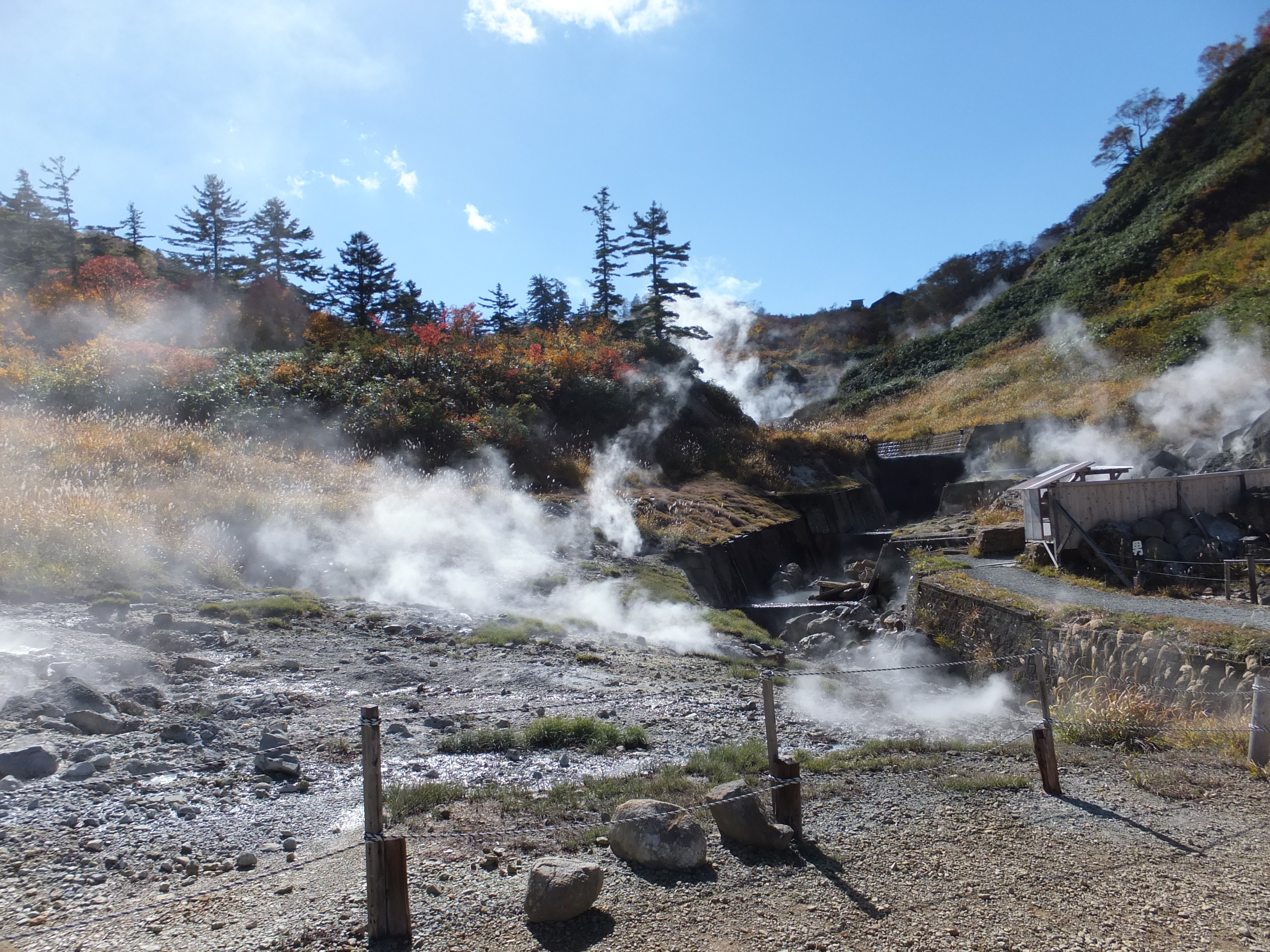
後生掛温泉
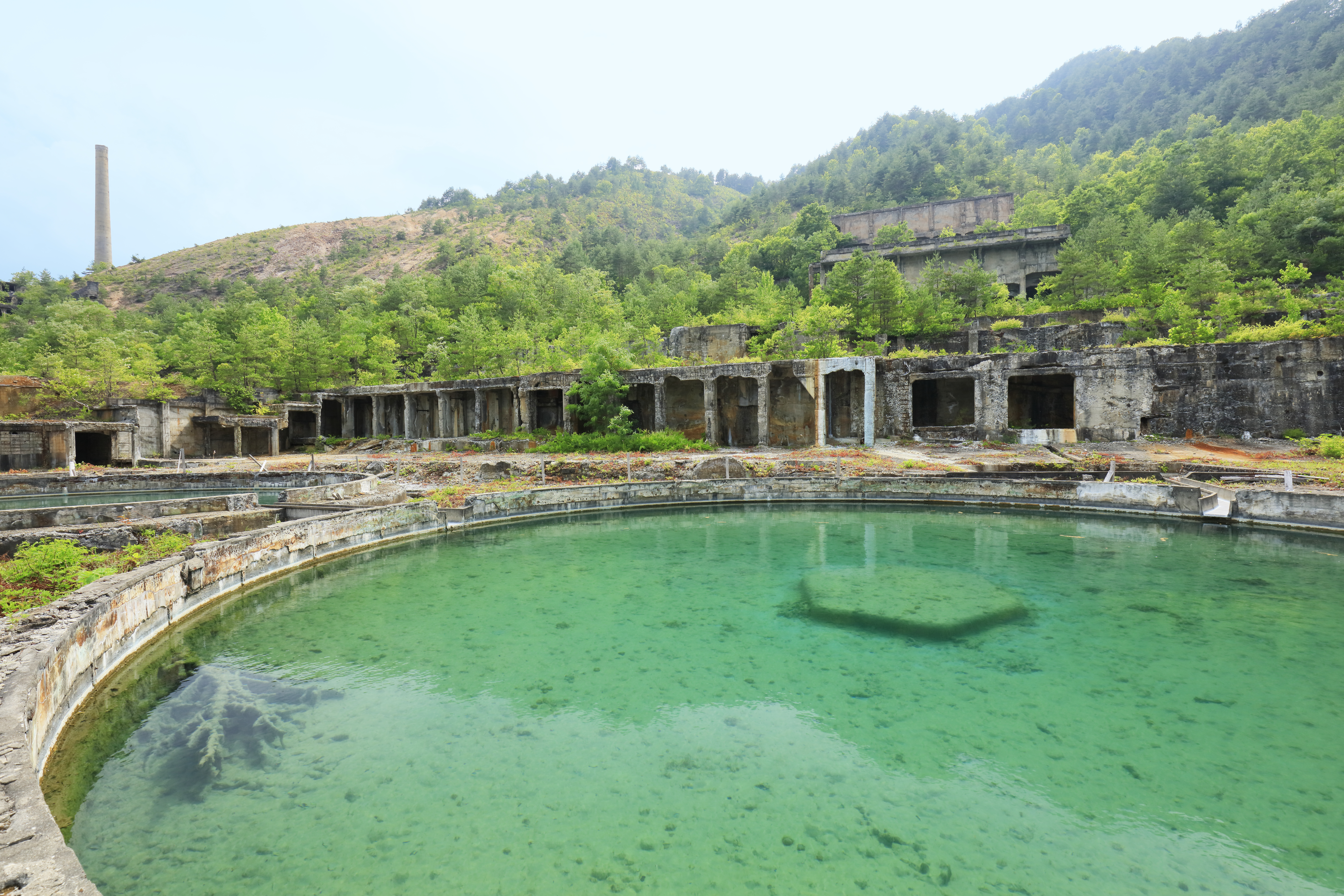
史跡尾去沢鉱山

- 茶釜の滝（日本の滝百選）
- 鹿角市先人顕彰館
- 鹿角市鉱山歴史館
- 花輪スキー場 (alpas)
- かづの森林セラピー基地
- 月山神社

- 大湯環状列石
- 八幡平大沼
- 後生掛温泉
- 史跡尾去沢鉱山

### 催事・祭事
- 大日堂舞楽（1月2日） - 国の重要無形民俗文化財・ユネスコの無形文化遺産
- 花輪ねぷた（8月7日 - 8日） - 七夕祭り
- 花輪ばやし（8月19日 - 20日） - 国の重要無形民俗文化財・ユネスコの無形文化遺産・秋田県指定無形民俗文化財・日本三大ばやしの1つ[13]
- 毛馬内の盆踊（8月21日 - 23日） - 国の重要無形民俗文化財・ユネスコの無形文化遺産・秋田県の三大盆踊りの1つ
- 鹿角の盆踊り
- 十和田八幡平駅伝競走全国大会
- 鹿角サマージャンプ・コンバインド大会
- 鹿角三姫 - 産業建設部観光商工課の観光アシスタント
- きりたんぽ発祥まつり

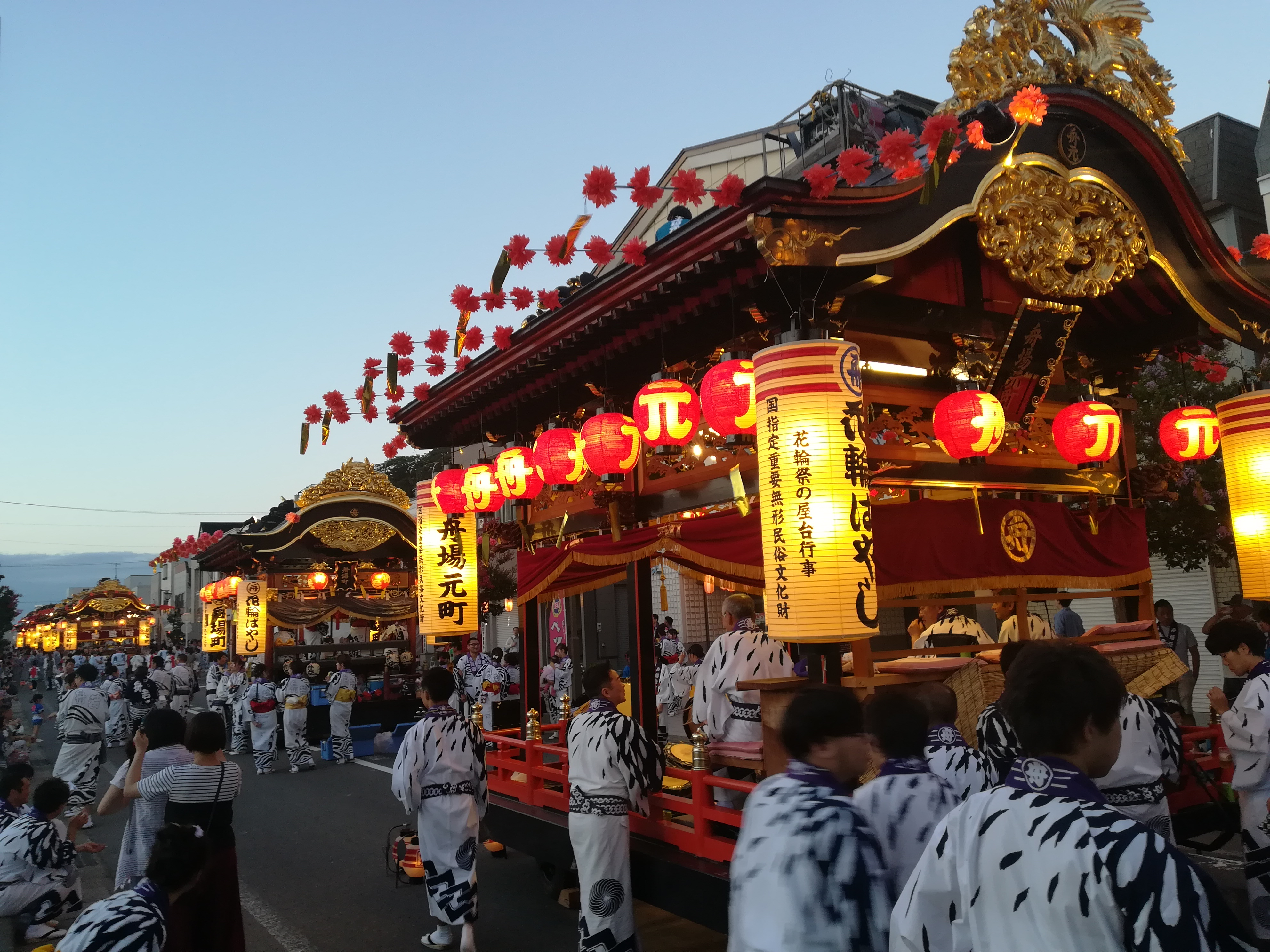
花輪ばやし
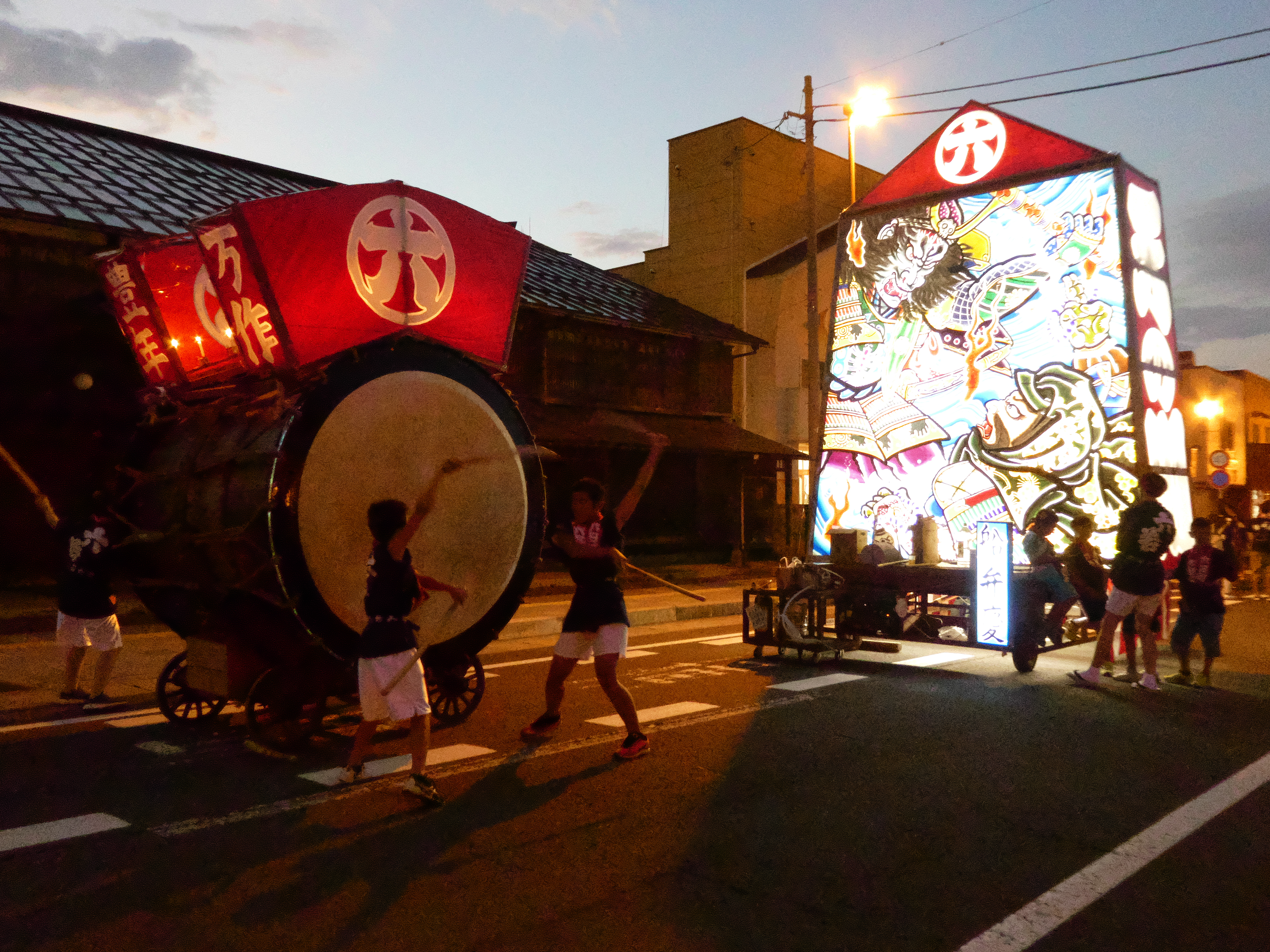
花輪ねぷた
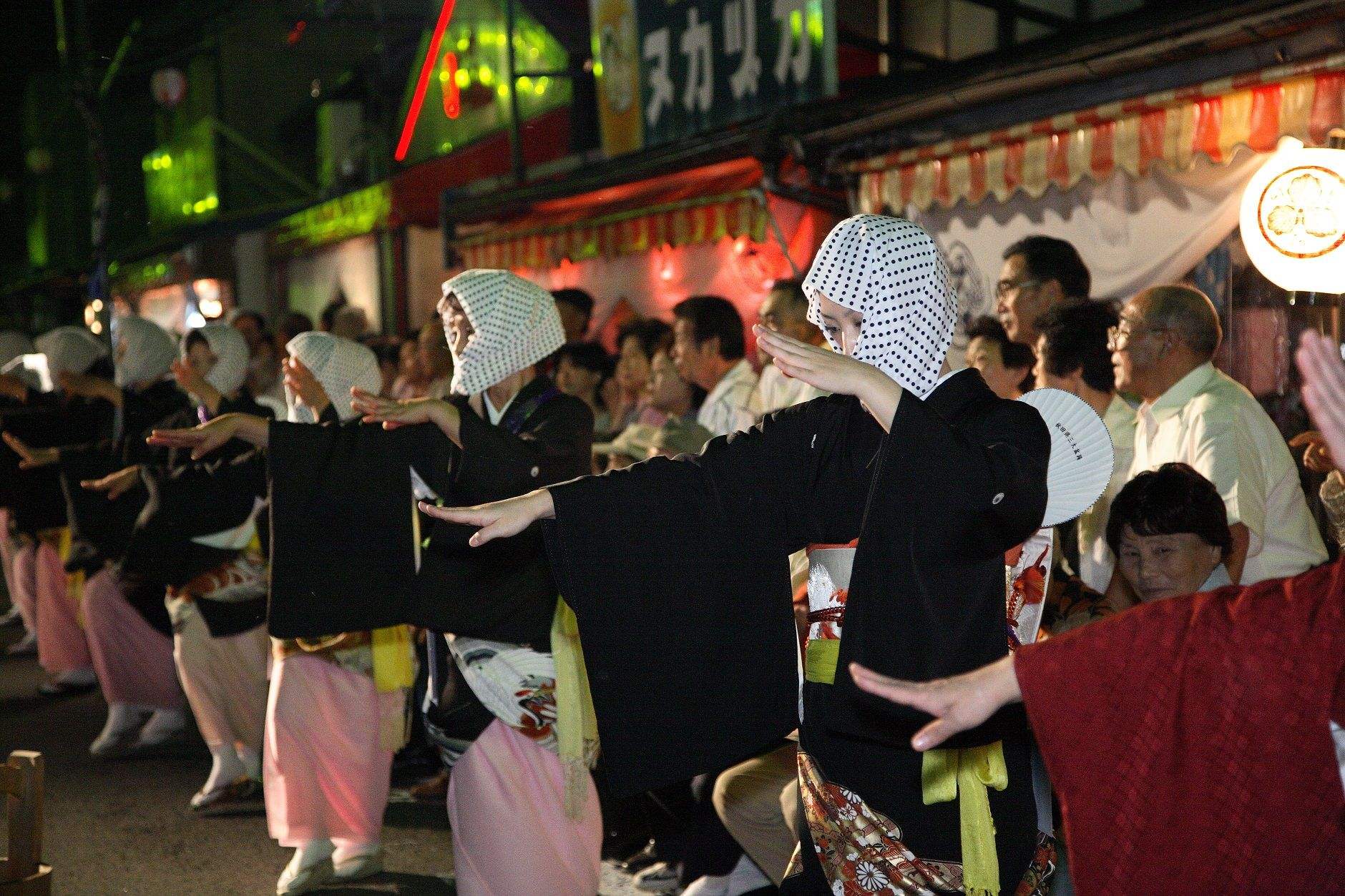
毛馬内の盆踊
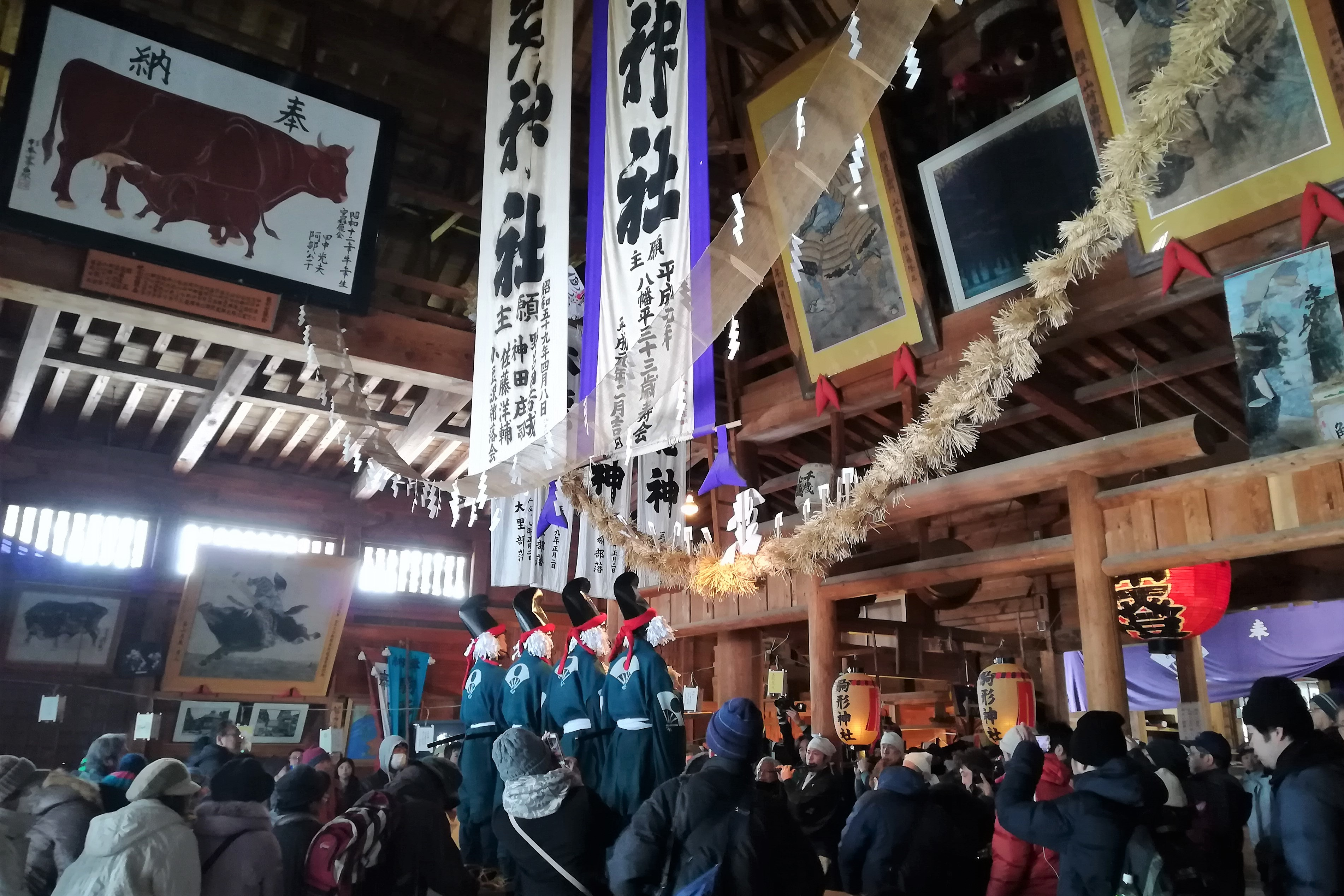
大日堂舞楽
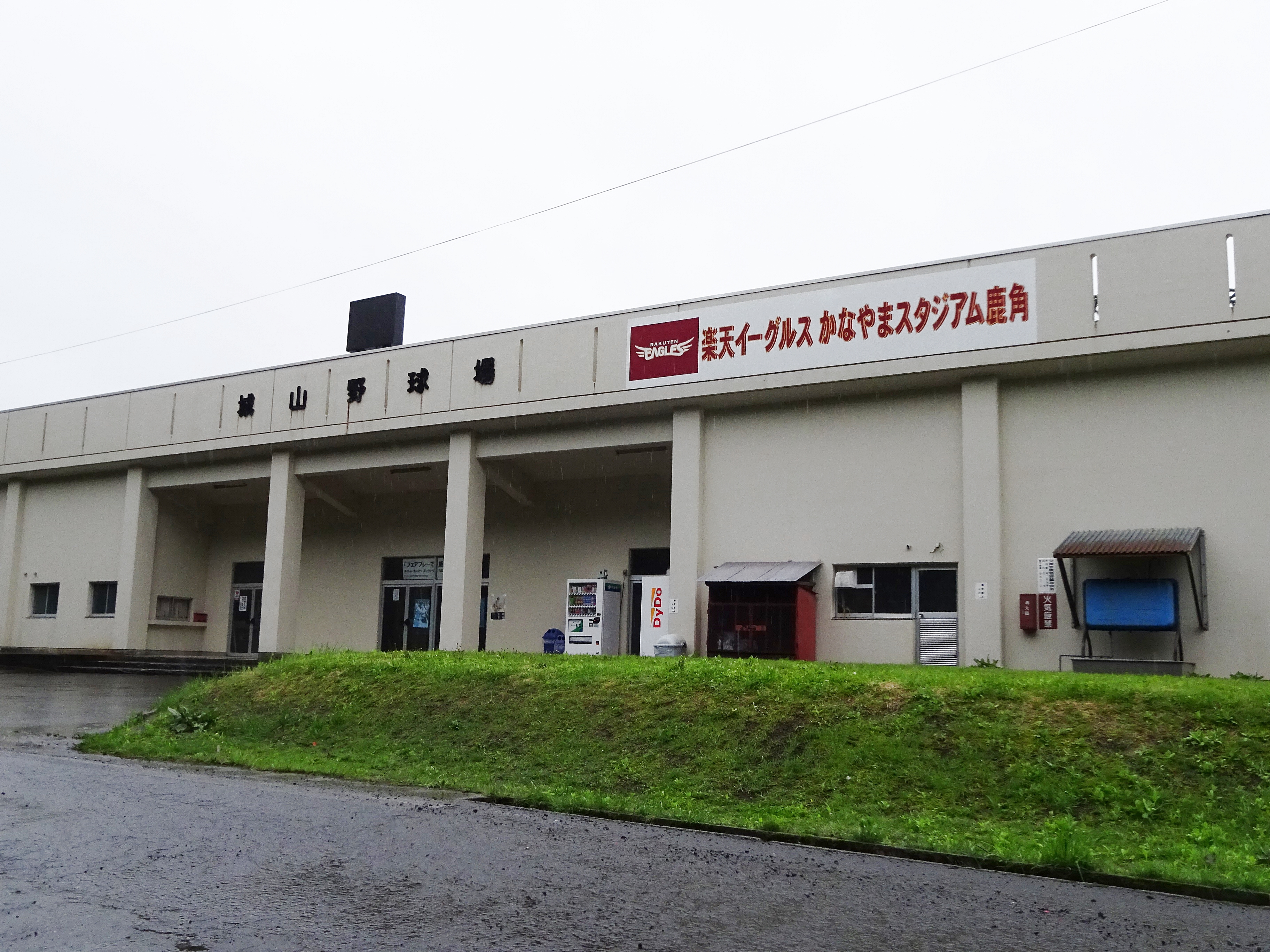
かなやまスタジアム鹿角 （城山球場・楽天イーグルスの保護球場）

## メディア

### 市内を本拠とする放送局
- 鹿角きりたんぽFM（鹿角コミュニティFM）79.1 MHz

### 市内を本拠とするインターネットプロバイダー
- インターネット鹿角（通称：インコックINKOC）NPO法人

### 中継局を設置する県域局

#### テレビ局
- NHK秋田放送局（総合・Eテレ）
- 秋田放送
- 秋田朝日放送
- 秋田テレビ

#### ラジオ局
- AM
  - ABSラジオ（秋田放送） 801 kHz
  - NHKラジオ秋田第1 1341 kHz
  - NHKラジオ秋田第2 1521 kHz
- FM
  - エフエム秋田 77.1 MHz
  - NHK秋田FM 83.8 MHz

## 出身有名人
- 浅利純子（元陸上競技女子長距離走・マラソン選手：1993年世界陸上の金メダリスト・1996年アトランタオリンピック代表）
- 高橋健一（陸上競技男子長距離走・マラソン選手：2001年世界陸上代表）
- 松宮隆行（陸上競技男子長距離走選手：2008年北京オリンピック代表）
- 松宮祐行（陸上競技男子長距離走選手：松宮隆行の双子の弟）
- 石田収蔵（人類学者）
- 奥寺康彦[14]（サッカー選手）
- 小田島樹人（童謡作曲家）
- 木村優太（プロ野球選手）
- 児玉作左衛門（解剖学者）
- 田村徳治（行政学者・政治学者）
- 坂田祐（関東学院院長）
- 瀬川清子（民俗学者）
- 内藤湖南（東洋史学者）
- 川村竹治（台湾総督、南満州鉄道社長、司法大臣）
- 阿部牧郎（作家） - 高校時代を花輪町で過ごした。
- 谷地健吾（NHK東京アナウンス）
- 巴富士俊英（元大相撲力士・小結）
- 村木賢吉（男性演歌歌手）
- 阿部英俊（岩手競馬騎手）
- 阿部義平（学者、国立歴史民俗博物館名誉教授）
- 松橋亜希（スキージャンパー）
- 乳井義博（剣道家）
- 浅倉結希（グラビアアイドル・日テレジェニック2010・王様のブランチ（2011年4月2日 - 、TBS）ブランチリポーター）
- 川又静香（タレント）
- 柳沢進太郎（ミュージシャン､go!go!vanillas）

### 関連人物
- 北原白秋（作詞家 尾去沢小学校の校歌を作詞）
- 小林範仁（スキー複合、ユニバーシアード・タルビジオ大会3冠：花輪高校出）
- 畠山陽輔（スキー複合、トリノオリンピック日本代表：花輪高校出）
- 立花兄弟（キャプテン翼に登場する架空のサッカー選手：鹿角市花輪出身、花輪小学校・花輪中学校出）